# Microeulima hemphillii
Microeulima hemphillii är en snäckart som först beskrevs av Dall 1884.  Microeulima hemphillii ingår i släktet Microeulima och familjen Eulimidae. Inga underarter finns listade i Catalogue of Life.